# Caulibugula sinica
Caulibugula sinica är en mossdjursart som beskrevs av Liu 1985. Caulibugula sinica ingår i släktet Caulibugula och familjen Bugulidae. Inga underarter finns listade i Catalogue of Life.